# Walton Hall
Walton Hall est un manoir de campagne du XVIe siècle à Walton, près de Wellesbourne, Warwickshire, autrefois propriété de Lord Field et de l'artiste Danny La Rue, maintenant utilisé comme hôtel qui fait maintenant partie des hôtels Accor. Il s'agit d'un bâtiment classé Grade II*.

## Histoire
Le Manoir de Walton appartient à la famille Lestrange depuis le XVe siècle. En 1541, Barbara Lestrange, héritière de Walton, épouse Robert Mordaunt. Leur fils Lestrange Mordaunt est créé 1er baronnet Mordaunt en 1611.
En 1858, Sir Charles Mordaunt, 10e baronnet engage l'architecte Sir George Gilbert Scott pour concevoir un nouveau manoir de Style néogothique. L'actuel Walton Hall existe depuis le milieu du XIXe siècle, mais il se trouve sur le site de plusieurs manoirs plus anciens et ses caves remontent à l'époque d’Élisabeth Ire. C'est Sir Charles Mordaunt qui construit le manoir victorien dans lequel les clients séjournent aujourd'hui et la chapelle correspondante où les bénédictions de mariage ont lieu. La maison est achevée en 1862 et devient célèbre à la suite d'un scandale de divorce impliquant Sir Charles et sa femme Harriet plusieurs années plus tard.
Au milieu du XXe siècle, la propriété principale appartient au ministère de la Défense et sert de camp d'entraînement pour les cadets de l'armée et le reste du domaine est utilisé comme pensionnat pour filles entre 1963 et 1969.
En 1969, le domaine s'est détérioré et est finalement vendu à Lord Leslie Charles Field en 1970. Au début des années 1970, l'ensemble du domaine retrouve sa splendeur d'antan, le hall principal ayant subi d'importantes rénovations entre 1970 et 1972. Walton Hall est préférée comme résidence au château de Pitfour (également propriété de Lord Field) et, à ce titre, il est utilisé comme résidence familiale principale tout au long des années 1970. Lorsque Lord Field se retire dans sa maison de l'île de Man à la fin de la décennie, l'ensemble du domaine est vendu à l'artiste Danny La Rue qui transforme la maison principale en hôtel. Dans les années 1970, La Rue dépense plus d'un million de livres sterling pour l'achat et la restauration de Walton Hall et le vend en 1983.
Dans les années 1980, Walton Hall est au centre d'une entreprise de multipropriété qui s'effondre avec des dettes de 5 millions de livres sterling.
Walton Hall est présenté dans la série 5 de la comédie de la BBC Keeping Up Appearances. Dans l'épisode intitulé "The Rolls Royce", Hyacinth et Richard conduisent une voiture d'exposition à Walton Hall.